# Sandra Guidi
Sandra Zanatta Guidi (Criciúma, 28 de dezembro de 1948) é uma pedagoga e política brasileira. Nas eleições estaduais em Santa Catarina em 1990 foi eleita senadora suplente de Esperidião Amin por Santa Catarina, pelo Partido Democrático Social (PDS).
Filha de Alcino Zanatta e de Eleonora Martins Zanatta, mãe de Ricardo Guidi e Andrea Zanatta Guidi
Com o afastamento do titular e com o falecimento do primeiro suplente Dilso Cecchin, exerceu o mandato de 29 de agosto a 30 de dezembro de 1996. Com a posse de Esperidião Amin no governo catarinense em 1 de janeiro de 1999 e a sua consequente renúncia à cadeira de senador, reassumiu sua vaga, completando o restante do mandato até o dia 31 de janeiro de 1999.